# Општина Кодаешти (Васлуј)
Кодаешти (рум. Codăeşti) општина је у Румунији у округу Васлуј.
Oпштина се налази на надморској висини од 146 m.